# O Regresso do Filho Pródigo (Guercino)
O Regresso do Filho Pródigo é uma pintura a óleo sobre tela de 1654-55 de Guercino, mestre italiano do período do Maneirismo, que se encontra no Museu de Arte Timken de San Diego.
O Regresso do Filho Pródigo representa a parábola bíblica narrada no Evangelho de Lucas (Lucas 15:11–23), parábola que foi frequentemente utilizada na arte ocidental para ensinar o arrependimento e o perdão. A história conta como um filho mais novo que desperdiçou a sua parte da riqueza da família volta para casa para implorar o perdão do seu pai.
Guercino mostra o momento em que o filho empobrecido é recebido com compaixão pelo seu pai. Este ordenou a um servo para trazer roupas finas para o filho arrependido e para matar um bezerro gordo para um banquete. Guercino pintou o tema em sete pinturas diferentes, sendo a primeira de 1619. Como outras obras tardias deste pintor, a pintura é caracterizada pela sua clareza e simplicidade.

## História
O Regresso do Filho Pródigo pertenceu ao arcebispo Girolamo Boncompagni, e depois à princesa Colonna e ao marquês de Landsdowne, que a vendeu, através da Christie’s, em Londres, em 1930, para uma colecção privada. Pertenceu à Matthiesen Fine Art, de Londres, desde 1981, tendo sido adquirida pela Putnam Foundation em 1983 que a integrou depois no Museu Timken.